# Sporting Clube de Portugal (basket-ball)
Le Sporting Clube de Portugal est un club portugais de basket-ball évoluant en première division du championnat portugais. Il s'agit d'une section du club omnisports Sporting Clube de Portugal. Le club est basé dans la ville de Lisbonne.

## Le retour du Sporting (2012) après 17 ans d'absence
La période dorée du Sporting dans ce sport fut entre 1976 et 1982 avec 4 championnats et 3 coupes remportés durant cette période. Après avoir abandonné ce sport durant de nombreuses années (1995 pour la section après un référendum où les socios ont préféré le handball, bien avant pour l'équipe principale), la direction du Sporting décide en 2012 de réactiver la section basket-ball.

## Palmarès
- Championnat du Portugal (9)
  - Vainqueur : 1953-1954, 1955-1956, 1959-1960, 1968-1969, 1975-1976, 1977-1978, 1980-1981, 1981-1982, 2020-2021
- Coupe du Portugal (7)
  - Vainqueur : 1954-1955, 1974-1975, 1975-1976, 1977-1978, 1979-1980, 2019-2020, 2020-2021